# 自福寺 (福島県会津美里町)
自福寺（じふくじ）は福島県大沼郡会津美里町にある曹洞宗の寺院。山号は空窪山。

## 歴史
創建年代は不明。弘法大師の作と伝わる十一面観音立像を安置する観音堂は会津三十三観音の22番札所・相川観音（あいかわかんのん）として信仰を集めるが、かつては現在地より約800メートルほど北東の山中にあったため荒廃が進み、宝永6年（1709年）から享保2年（1717年）に掛けて現在地に再建された。十一面観音像は会津美里町の指定文化財となっている。
また、「いぼ観音」の別名があってタコの絵馬を奉納するといぼが取れると言い伝えられている。